# مرکز تحقیقات و درمان سرطان (دانشگاه تگزاس)

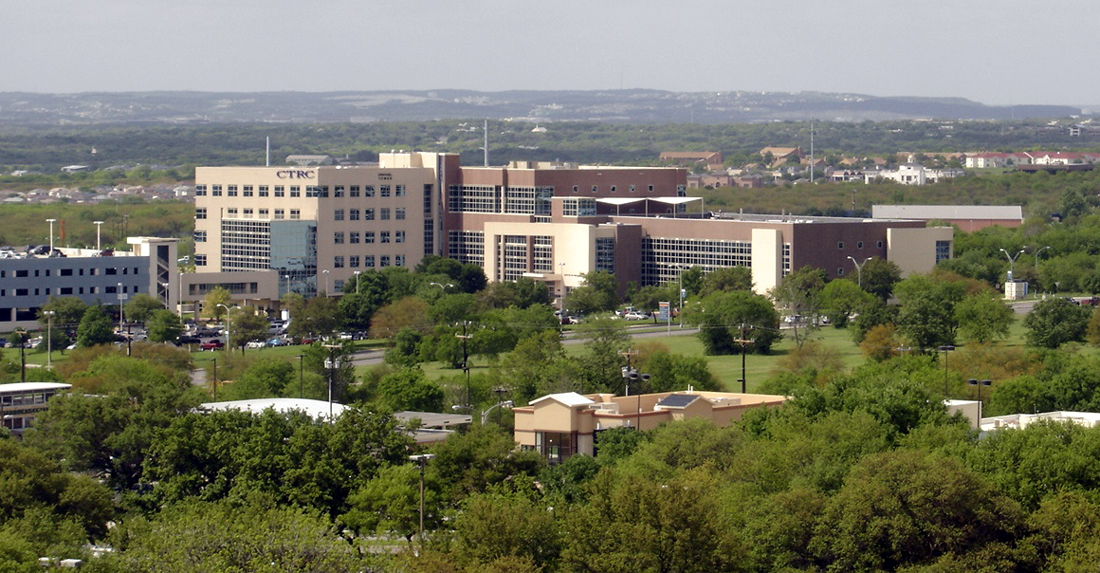
CTRC در سن آنتونیو تگزاس قرار دارد.

مرکز تحقیقات و درمان سرطان (به انگلیسی: Cancer Therapy & Research Center) یا اختصاراً CTRC از مراکز برتر درمانی و پژوهشی سرطان در ایالات متحده آمریکا است. این مرکز قسمتی از مرکز علوم درمانی دانشگاه تگزاس در سن آنتونیو است.
سی تی آر سی ۱۴۰ پژوهشگر در استخدام دارد، و بزرگ‌ترین پروژه آزمون نهایی داروهای ضد سرطان نوین در جهان (new drug phase I clinical trials) را داراست.
این مرکز که در سال ۱۹۷۴ تأسیس شد، سالی نزدیک به ۱۲۰٬۰۰۰ بیمار رسیدگی می‌کند.
بودجه این مرکز درمانی-تحقیقاتی بالغ بر ۸۱ میلیون دلار است.
از حامیان مالی این مرکز می‌توان تیم دانکن (ستاره بسکتبال سن آنتونیو اسپرز) و لانس آرمسترانگ را نام برد.
به غیر از این مرکز، تنها دو مرکز دیگر در تگزاس توسط موسسه ملی سرطان ایالات متحده آمریکا یک «مرکز ملی سرطان» لقب داده شده‌اند. آن دو مرکز دیگر کالج پزشکی بیلور و مرکز سرطان ام دی اندرسون دانشگاه تگزاس هستند.
این مرکز سمپوزیوم سرطان سینه سن آنتونیو را هر ساله برگزار می‌کند.